# The Turning Point (John Mayall)
Pour les articles homonymes, voir The Turning Point.
Albums de John Mayall
Blues from Laurel Canyon
(1968) Empty Rooms
(1970)
Singles
1. Room To Move
Sortie : 1969

The Turning Point est un album enregistré en public de John Mayall. Il est sorti en novembre 1969 sur le label Polydor et fut produit par Mayall lui-même.

## Historique
Cet album fut enregistré en public le 12 juillet 1969 au Fillmore East de Bill Graham à New York.
Après le départ du guitariste Mick Taylor qui rejoignit les Rolling Stones, John Mayall décide de donner une nouvelle direction à son blues avec de nouveaux musiciens et en se passant de batteur. Hormis Steve Thompson qui jouait de la basse sur l'album précédent,il sera rejoint par Johnny Almond un saxophoniste/flûtiste, Jon Mark un guitariste acoustique, l'ensemble jouant avec une amplification réduite. Cet album est le résultat de seulement quatre semaines de répétitions et d'expérimentations en concert.
Cet album se classa à la 11e place des charts britanniques et à la 32e place du Billboard 200 aux États-Unis.
C'est le seul album de John Mayall à être certifié disque d'or aux États-Unis. Il a été réédité en 2001 avec trois titres bonus issus du même concert.

## Liste des titres
Face 1
Toutes les chansons sont écrites et composées par John Mayall, sauf mention contraire.
| No | Titre                        | Auteur | Durée |
| -- | ---------------------------- | ------ | ----- |
| 1. | The Laws Must Change         |        | 7:21  |
| 2. | Saw Mill Gulch Road          |        | 4:39  |
| 3. | I'm Gonna Fight For You J.B. |        | 5:27  |
| 4. | So Hard To Share             |        | 7:03  |

Face 2
| No | Titre                  | Auteur                       | Durée |
| -- | ---------------------- | ---------------------------- | ----- |
| 5. | California             | John Mayall / Steve Thompson | 9:30  |
| 6. | Thoughts About Roxanne | Mayall / Thompson            | 8:20  |
| 7. | Room To Move           |                              | 5:03  |

| 8.  | Sleeping By Her Side   |                   | 5:10 |
| 9.  | Don't Waste My Time    | Mayall / Thompson | 4:54 |
| 10. | Can't Sleep This Night |                   | 6:19 |

## Crédits
Musiciens
- John Mayall : chant, guitares, harmonica, tambourin, percussion buccale.
- Jon Mark : guitare acoustique.
- Steve Thompson : basse.
- Johnny Almond : saxophones (ténor et alto), flûtes, percussion buccale.

Technique
- Ingénieur du son : Eddie Kramer
- Producteur, photographie, design et artwork : John Mayall
- Photographes : Barrie Wentzell, Larry lafond, Zill, Bob Gordon, Tapani Tapanainen

## Charts & certifications
| Pays        | Durée du classement | Meilleur classement |
| ----------- | ------------------- | ------------------- |
| Allemagne   | 3 semaines          | 18e                 |
| Canada      | 12 semaines         | 48e                 |
| États-Unis  | 55 semaines         | 32e                 |
| Norvège     | 2 semaines          | 17e                 |
| Royaume-Uni | 7 semaines          | 11e                 |

| Pays       | Certification | Ventes    | Date       |
| ---------- | ------------- | --------- | ---------- |
| États-Unis | Or            | 500 000 + | 29/11/1977 |